# Ctenus parvoculatus
Ctenus parvoculatus este o specie de păianjeni din genul Ctenus, familia Ctenidae, descrisă de Benoit, 1979. Conform Catalogue of Life specia Ctenus parvoculatus nu are subspecii cunoscute.